# Derambila synecdema
Derambila synecdema là một loài bướm đêm trong họ Geometridae.